# Porcellium conspersum
Porcellium conspersum là một loài chân đều trong họ Trachelipodidae. Loài này được Koch miêu tả khoa học năm 1841.